# Блонвил на Мору
Блонвил на Мору (фр. Blonville-sur-Mer) насеље је и општина у северној Француској у региону Доња Нормандија, у департману Калвадос која припада префектури Лисје.
По подацима из 2011. године у општини је живело 1.584 становника, а густина насељености је износила 232,94 становника/km². Општина се простире на површини од 6,8 km². Налази се на средњој надморској висини од 101 метар (максималној 112 m, а минималној 2 m).

## Демографија
| 1962. | 1968. | 1975. | 1982. | 1990. | 1999. | 2011. |
| ----- | ----- | ----- | ----- | ----- | ----- | ----- |
| 725   | 727   | 758   | 889   | 1.062 | 1.341 | 1.584 |

График промене броја становника у току последњих година